# Mini Aceman
Mini Aceman är en elbil som den tyska biltillverkaren BMW:s engelska dotterbolag MINI introducerade i april 2024. Bilen bygger på en plattform utvecklad tillsammans med kinesiska Great Wall Motors och bilarna kommer att byggas av Great Wall i Kina.
Mini Aceman visades i konceptform sommaren 2022.

## Motorer
| Modell    | Årsmodell | Motor        | Effekt | Vridmoment | Batterikapacitet |
| --------- | --------- | ------------ | ------ | ---------- | ---------------- |
| Cooper E  | 2024-     | 1 st elmotor | 135 kW | 290 Nm     | 43 kWh           |
| Cooper SE | 2024-     | 1 st elmotor | 160 kW | 330 Nm     | 54 kWh           |